# TSV Emmelshausen
Der TSV Emmelshausen (offiziell:  Turn- und Sportverein Emmelshausen e.V.) ist ein Sportverein aus Emmelshausen im Rhein-Hunsrück-Kreis in Rheinland-Pfalz. Die erste Fußballmannschaft der Männer spielt nach zwei Abstiegen in Folge seit der Saison 2023/24 in der siebtklassigen Bezirksliga Mitte des Fußballverbandes Rheinland.

## Geschichte
Der TSV Emmelshausen entstand am 19. September 1969 durch die Fusion der Vereine SSV Eintracht Emmelshausen, SV Liesenfeld und DJK Emmelshausen.
Die Fußballer erreichten im Jahre 1995 erstmals die Verbandsliga Rheinland. Nach einem sechsten Platz in der Aufstiegssaison folgte ein Jahr später der Abstieg. Im Jahr 2000 stiegen die Emmelshausener erneut in die Verbandsliga auf und konnten die Liga bis 2004 halten, ehe der erneute Abstieg folgte. Nach zwei Vizemeisterschaften gelang 2007 der dritte Aufstieg in die nunmehr Rheinlandliga genannte Spielklasse, bevor allerdings der direkte Wiederabstieg folgte. Die Emmelshausener wurden zu einer Fahrstuhlmannschaft. 2012 stieg der TSV in die Rheinlandliga auf und zwei Jahre später wieder ab. 2016 folgte dann der fünfte Aufstieg in die Rheinlandliga, dem zwei Jahre später der erstmalige Aufstieg in die Oberliga Rheinland-Pfalz/Saar folgte. Nach dem sofortigen Wiederabstieg 2019 und der Rückkehr in die Oberliga 2020, stieg der TSV am Ende der Saison 2021/22 erneut in die Rheinlandliga und in der Folgesaison 2022/23 sogar in die Bezirksliga ab.
Am 6. Januar 2025 fusionierte die Fußballabteilung des Verein dann mit dem Oberligisten FC Karbach zum FC Emmelshausen-Karbach und tritt zur Saison 2025/26 in der Oberliga Rheinland-Pfalz/Saar an.
Die Fußballerinnen des TSV Emmelshausen kooperieren mit dem SC 13 Bad Neuenahr. Im Futsal konnte der TSV Emmelshausen im Jahre 2010 die südwestdeutsche Regionalmeisterschaft gewinnen und qualifizierte sich für den DFB-Futsal-Cup 2010. Dort unterlag die Mannschaft bereits im Viertelfinale dem VfV 06 Hildesheim mit 1:3.

## Persönlichkeiten
- Jörg Bach
- Marie Pyko